# André-Charles Boulle

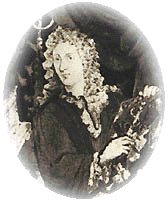
André Charles Boulle

André Charles Boulle, född 11 november 1642 och död 28 februari 1732, var en fransk möbelsnickare.

## Biografi
André Charles Boulle var Ludvig XIV mest kände hovsnickare, och är den konsthantverkare, som gjort den mest genomgripande insatsen i den franska barockens möbelkonst. Sträng taget är han den förste som i djupare mening kan göra anspråk på benämningen möbelkonstnär. Han har själv skapat den möbelstil, som bär hans namn, men han hade en mycket stor produktion och använde sig av ett stort antal medarbetare för att kunna framställa sina möbler.
Det mest utmärkande för hans med mässingslister och bonsbeslag indelade barockmöbler är inläggningarna. I stället för stora blomstermöster, på holländskt vis åstadkomna med olikfärgade träslag, utförde han tunna stiliserade, oftast abstrakta mönster i mässing, tenn, elfenben och annat mot bakgrund av sköldpadd. Boulle komponerade sådana möbler själv, och utförde dem efter ritningar av bland andra Jean Bérain.
Boulle har haft en stor betydelse för möbelkonsten även utanför Frankrike och långt efter barockens slut, och var den som i slutet av 1600-talet förde intarsian tillbaka på modet efter en tids återgång. Hans betydelse blev så stor, att skåp eller byåar med inläggningar i metall och sköldpadd i England ibland kommit att kallas Bouhl work, och i Sverige Boullearbeten.

## Källor

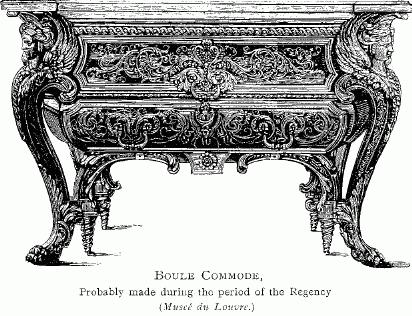
kommod av André Charles Boulle från (slottet i Versailles)